# ابراهیم افشار
ابراهیم افشار زنجانی (متولد ۱۳۳۱ شمسی در اصفهان) پژوهشگر حوزهٔ کتابداری و اطلاع‌رسانی، استادیار دانشگاه اصفهان و نایب‌رئیس انجمن کتابداری و اطلاع‌رسانی ایران در دوره‌های پنجم و هفتم بودند.
کتاب دائرةالمعارف کتابداری و اطلاع‌رسانی به سرویراستاری او، برنده جایزه کتاب سال ایران شد.

## زندگی
افشار دورهٔ دبستان و دبیرستان را در اصفهان گذراند و در رشتهٔ ادبی در سال ۱۳۴۹ دیپلم گرفت. سپس دورهٔ لیسانس علوم سیاسی را در دانشگاه تهران طی کرد و بعد از آن مدتی به کتابفروشی پرداخت. سپس وارد دورهٔ فوق‌لیسانس کتابداری در دانشگاه تهران شد و پس از پایان این دوره، در آزمون دکتری اعزام دانشجو به خارج در رشته کتابداری پذیرفته شد؛ دکتری کتابداری را در دانشگاه نیو ساوث ویلز به پایان رساند و مدتی در شعبهٔ اصلی کتابخانهٔ عمومی محلهٔ بنکستاون در حومهٔ سیدنی به ارائهٔ خدمات مرجع پرداخت. در سال ۱۳۸۱ به ایران بازگشت و از آن پس در دانشگاه اصفهان مشغول تحقیق و تدریس است.

## آثار
- مبانی پژوهش کیفی: فنون و مراحل تولید نظریهٔ زمینه‌ای، انسلم استراوس و جولیت کربین، ابراهیم افشار (مترجم)، تهران: نشر نی
- دائرةالمعارف کتابداری و اطلاع‌رسانی، عباس حری، نرگس نشاط، ابراهیم افشار، ناشر: سازمان اسناد و کتابخانه ملی جمهوری اسلامی ایران
- اینترنت: جنبه‌های نظری و کاربردی آن، ابراهیم افشار و دیگران، زیر نظر و با ویراستاری علمی رحمت‌الله فتاحی، تهران: نشر کتابدار
- معماری فضاهای کتابخانه‌ای (مجموعه مقالات ارائه شده به همایش ملی معماری فضاهای کتابخانه‌ای اصفهان)، ابراهیم افشار (به اهتمام)، ناشر: چاپار
- کتاب عبدالله موحد از مجموعه کی؟چی؟کجا؟ابراهیم افشار، تهران: شرکت انتشارات فنی ایران کتابهای نردبان